# Mads Hoxer Hangaard
Mads Hoxer Hangaard (født 6. december 2000) er en dansk håndboldspiller, som spiller i Aalborg Håndbold og på Danmarks håndboldlandshold.

## Håndboldkarriere
Hoxer tilbragte 2016-2017 på ISI Idrætsefterskole. Han deltog i U/18 EM i håndbold 2018 og Ungdoms-VM i håndbold 2019 og tog bronzemedalje i begge. Med Mors-Thy Håndbold vandt han DHF's Landspokalturnering 2020 og blev valgt til Pokalfighter.

### Landshold
Mads Hoxer opnåede i alt 33 kampe og scorede 97 mål på danske ungdomslandshold i perioden 2017-2019.
Han fik debut på A-landsholdet 2. maj 2021, men det var først op til VM-slutrunden 2023 han for alvor blev en del af landsholdstruppen. Han fik tre kampe ved VM, og derpå blev han udtaget til OL 2024, men måtte melde fra på grund af en skade.